# Robertson Karoo

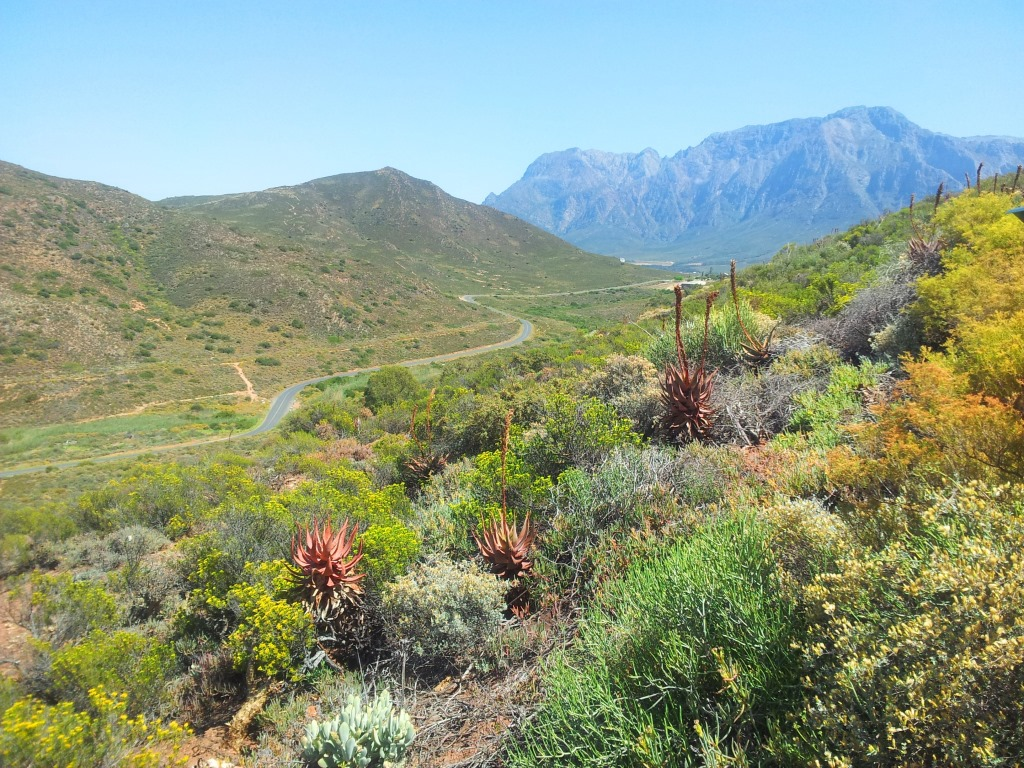
Vegetació típica de Robertson Karoo als turons sobre el Jardí Botànic Nacional del desert de Karoo, Worcester

Robertson Karoo és un tipus de vegetació semiàrida, restringida a seccions de la vall del riu Breede, a la província del Cap Occidental de Sud-àfrica. És un subtipus de Karoo suculent (geogràficament una extensió del "Petit Karoo") i es caracteritza pel domini de les espècies de plantes suculentes, i per diverses plantes i animals endèmics.

## Localització i extensió
Aquest tipus de vegetació creix en diverses zones grans de la vall del riu Breede, a la província del Cap Occidental de Sud-àfrica. Creix a la zona entre Worcester al nord-oest, Ashton a l'est i les muntanyes de Riviersonderend al sud.

## Paisatge i clima

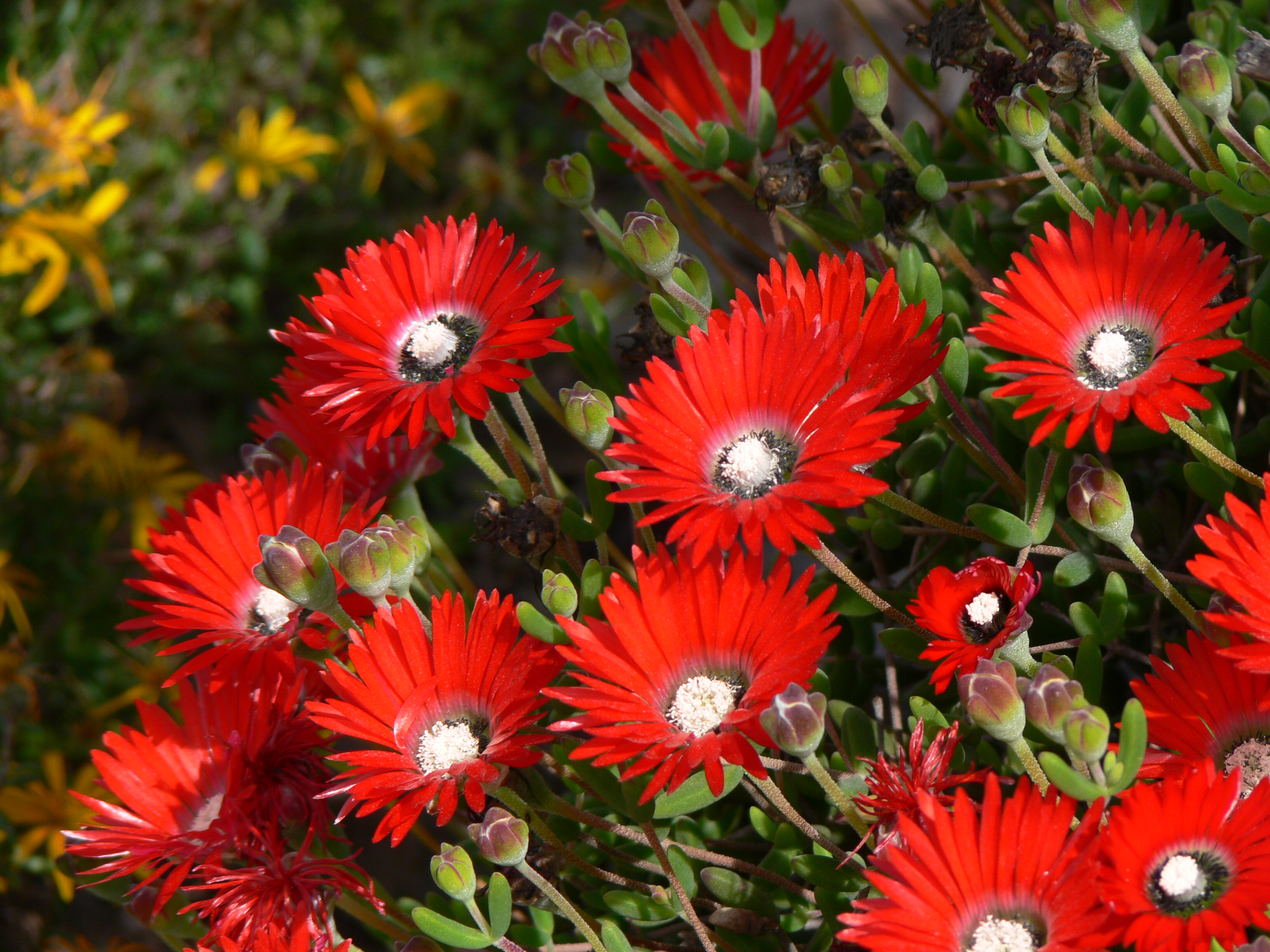
Drosanthemum spp.

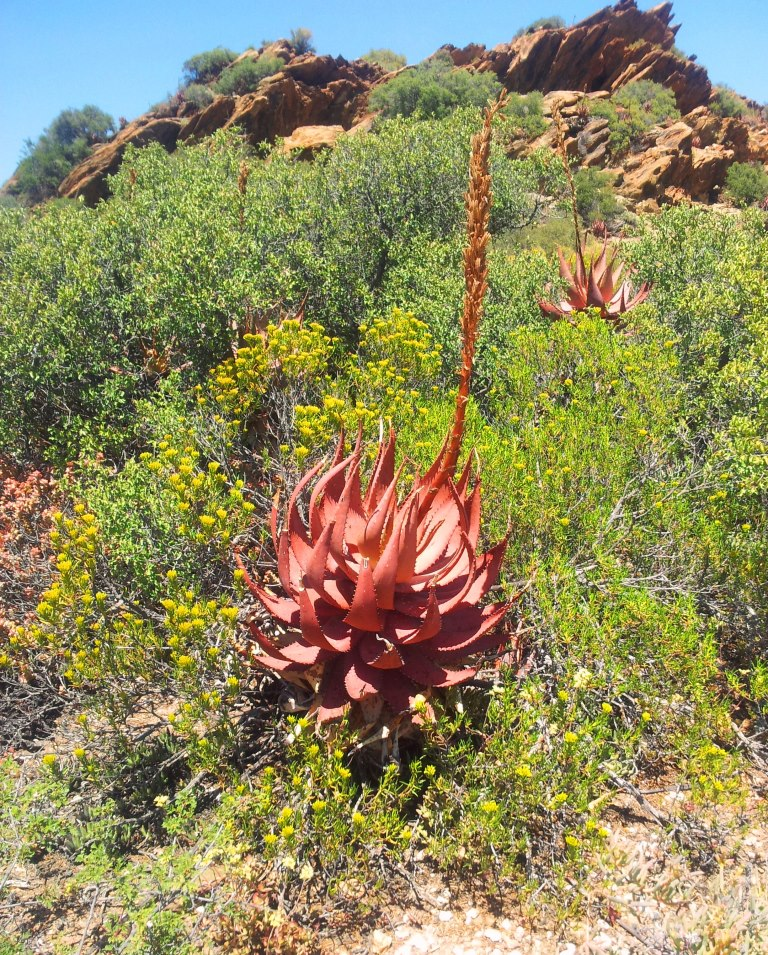
Aloe microstigma

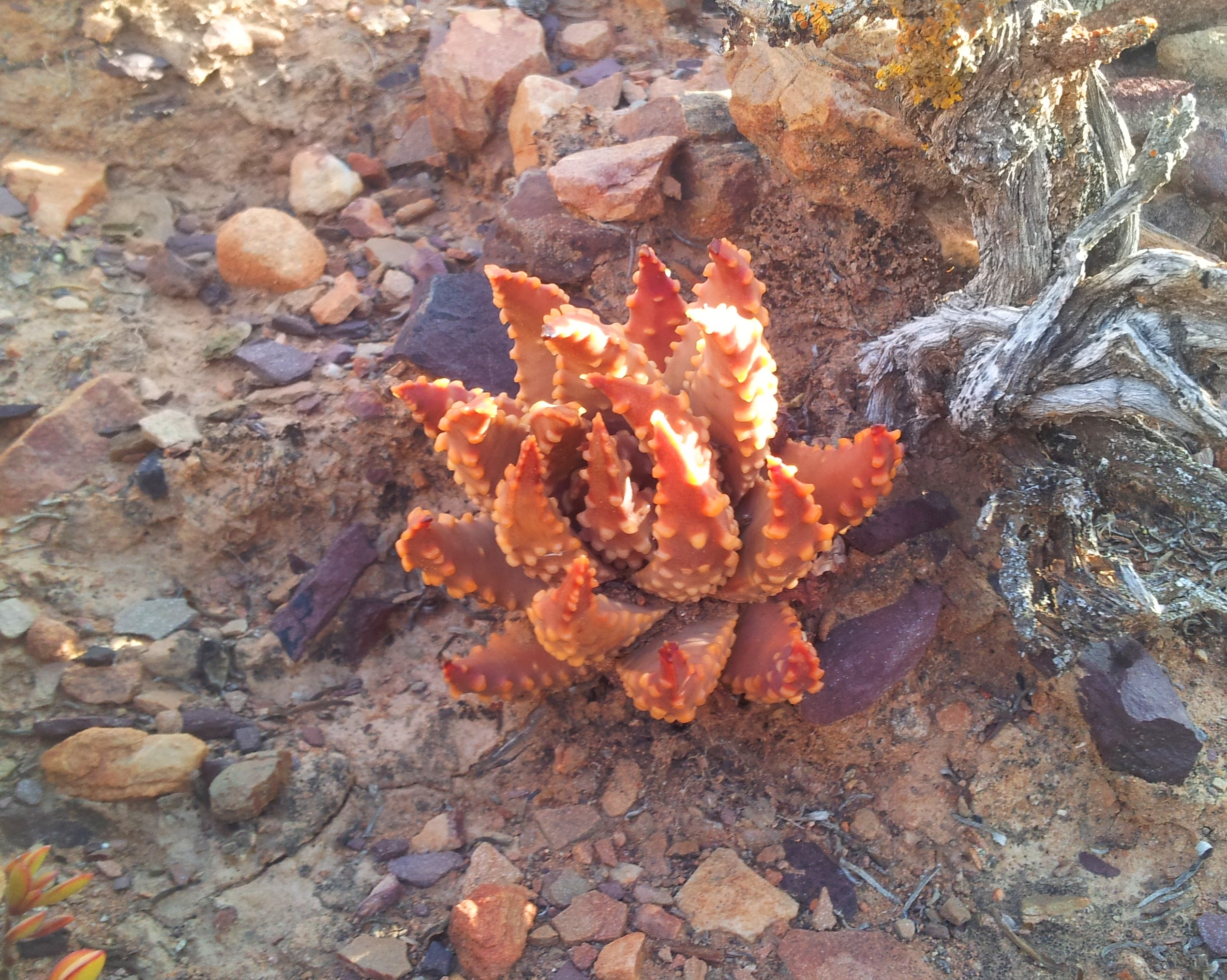
Petita planta de Haworthia pumila

El paisatge típic de Robertson Karoo consisteix en turons baixos i planícies cobertes de petita vegetació suculenta, que normalment creix en sòls rocosos a base d'esquistos. El clima és semiàrid a causa que la regió es troba a l'ombra pluvial de les grans serralades del sud-oest, però les precipitacions solen produir-se principalment a l'hivern.
Aquest tipus de vegetació té un gran nombre d'espècies endèmiques i diversos gèneres endèmics.

## Algunes espècies de plantes associades
- Aloe microstigma
- Haworthia pumila
- Cotyledon orbiculata
- Gasteria disticha
- Astroloba rubriflora
- Conophytum ficiforme
- Euphorbia burmannii
- Euphorbia mauritanica var. corallothamnus (dominant als típics "turons" elevats)
- Crassula rupestris
- Ruschia caroli
- Euclea undulata
- Helichrysum hamulosum
- Stapelia paniculata subsp. scitula
- Eriocephalus africanus
- Eriospermum bayeri
- Eriospermum bowieanum
- Stayneria spp. (gènere endèmic)
- Brianhuntleya spp. (gènere endèmic)
- Drosanthemum spp.
- Pelargonium spp.

## Algunes espècies animals associades
- Aloeides lutescens (endèmica)
- Bradypodion gutturale (endèmica)